# Wikipédia en kirghize
Wikipédia en kirghize (en kirghize : Кыргыз Википедиясы, Kırgız Wikipediya) est l'édition de Wikipédia en kirghize, langue kiptchak parlée principalement au Kirghizistan. L'édition est lancée apparemment en juin 2002, mais dans les faits en octobre 2004. Son code est : ky.
Au 21 mars 2025, l'édition en kirghize contient 75 882 articles et compte 42 886 contributeurs, dont 83 contributeurs actifs et 2 administrateurs.

## Présentation

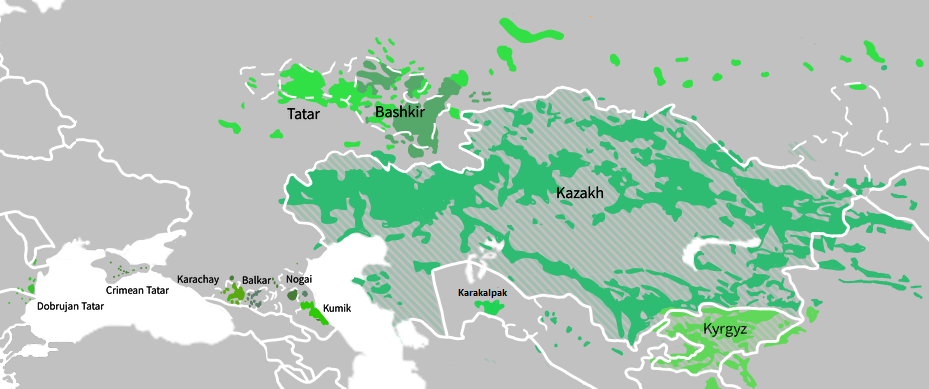
Aire de diffusion du kirghize au sein des langues kiptchak.

## Statistiques
- En mars 2009, l'édition en kirghize compte quelque 730 articles et 1 000 utilisateurs enregistrés. En mars 2017, elle a dépassé les 65 000 articles.
- Le 10 octobre 2022, elle contient 80 705 articles et compte 33 716 contributeurs, dont 90 contributeurs actifs et 4 administrateurs.
- Le 18 septembre 2024, elle contient 78 388 articles et compte 41 397 contributeurs, dont 80 contributeurs actifs et 2 administrateurs.